# 제바스티안 켈
제바스티안 발터 켈(독일어: Sebastian Walter Kehl, 1980년 2월 13일 풀타 ~ )는 독일의 은퇴한 축구 선수이다. 그는 왼발잡이이고, 간혹 레프트 풀백으로 출전하기도 했다. 2008년 FC 바이에른 뮌헨과의 슈퍼컵 경기를 시점으로해서 2015년 은퇴할 때까지 그는 팀의 주장을 맡았다.

## 경력
풀타 출신으로 켈은 보루시아 도르트문트에 2001년에 합류하여 187번 (2011년 3월 19일 기준) 출장하였다. 켈은 팀의 핵심이지만 부상이 잦았다. 그는 1군 경기를 최근 2시즌간 출장한 경기수는 20 리그경기에 불과하다.
2001년 5월 29일, 슬로바키아와의 경기에서 국제 데뷔를 한 이후로 독일 국가대표로 31경기 출장하였다. 켈은 2002년, 2006년월드컵에 소집되어 각각 준우승과 3위를 하였다.
그의 소속팀 도르트문트에서 주장으로서 2010-11, 2011-12 분데스리가 우승을 하였다.

## 사생활
켈은 티나와 결혼하여 슬하에 두 아이를 갖고 있다. 두 아이의 이름은 루이스 (2006년 9월 26일생)와 레니 (2009년 10월 19일생)이다.

## 수상 경력

### 클럽
보루시아 도르트문트
- UEFA 챔피언스리그

준우승: 2012–13
- 분데스리가

우승: 2001-02, 2010-11, 2011-12
- DFB 포칼

우승: 2011-12
준우승: 2007-08
- DFB 리가포칼

준우승: 2003
- 독일 슈퍼컵

우승: 2008, 2013
준우승: 2011, 2012

### 국가대표팀
독일 축구 국가대표팀
- FIFA 월드컵

준우승: 2002
3위: 2006